# Omnja
L'Omnja (in russo Омня?) è un fiume dell'Estremo oriente russo, affluente di destra del Bol'šoj Aim. Scorre nell'Ajano-Majskij rajon del Territorio di Chabarovsk.
Il fiume ha origine dalla confluenza dei rami sorgentiferi Pravyj Učatyn e Levyj Učatyn sull'Altopiano dell'Aldan; scorre dapprima in direzione nord-orientale e dopo aver disegnato un ampio arco termina verso ovest sfociando nel Bol'šoj Aim a 23 km dalla foce. La lunghezza dell'Omnja è di 302 km; l'area del bacino è di 6 770 km².